# Stranka Novi Azerbajdžan
Stranka Novi Azerbajdžan (SNA; azerski: Yeni Azərbaycan Partiyası, skraćenica YAP) je konzervativna politička stranka u Azerbajdžanu osnovana u prosincu 1992. Stranku je osnovao Heydər Əliyev, bivši predsjednik Azerbajdžana, koji ju je vodio do smrti 2003. Njezin trenutni čelnik je İlham Əliyev, trenutni predsjednik Azerbajdžana. Stranka novi Azerbajdžan je vladajuća stranka u Azerbajdžanu.
Stranka novi Azerbajdžan nastala je slijedom logike početkom raspada Sovjetskoga Saveza. Pad SSSR-a i Komunističke partije doveo je do osnivanja novih političkih stranaka i uvođenja novih institucija u Azerbajdžan koji je postao neovisna država. Institucije Azerbajdžana nastale su u vrijeme narodnog pokreta koji je počeo 1988., a brojne institucije uspostavljene su početkom 1990-ih. Azerbajdžan se, međutim, našao u ozbiljnoj krizi. U tom razdoblju osnovana je i Stranka novi Azerbajdžan čiji je osnivač bio Heydər Əliyev, bivši komunistički dužnosnik i KGB-ovac. Əliyev je bio kontroverzna osoba za koju se veže suradnja s azerskom mafijom i nezakonito bogaćenje. Predsjednikom SNA-a postao je nakon apela 91 intelektualca u kojem se od njega tražilo da dođe na čelo stranke. Na Osnivačkoj skupštini stranke održanoj 21. studenog 1992. Əliyev je jednoglasno izabran za predsjednika. Na toj Osnivačkoj skupštini uspostavljeni su i drugi organi stranke.
Stranka se službeno stavlja na položaj desnoga centra. SNA ima za cilj uspostaviti socijalno tržišno gospodarstvo, a solidarnost i društvenu pravdu pokazuje kao temelj svoje ideologije.